# Temporada da Sociedade Esportiva Palmeiras de 2023
A temporada da Sociedade Esportiva Palmeiras de 2023 foi a 109ª na história do clube. Nesta temporada disputou o Campeonato Paulista, a Supercopa do Brasil, a Copa Libertadores, a Copa do Brasil e o Campeonato Brasileiro. O clube fez sua estreia na temporada no dia 14 de janeiro pelo Campeonato Paulista, contra o São Bento.
Logo no primeiro mês da temporada, conquistou o título inédito da Supercopa do Brasil, da qual participou por ser o atual campeão do Campeonato Brasileiro. O clube alviverde venceu o Flamengo por 4 a 3 em um eletrizante jogo, em que Raphael Veiga e Gabriel Menino fizeram dois gols cada.
No Campeonato Paulista, foi sorteado no grupo D, com São Bernardo, Santo André e Portuguesa. Passou como líder geral para a fase eliminatória, onde passou pelo clube de São Bernardo (vice-líder do grupo) nas quartas e eliminou o Ituano nas semifinais. Chegou invicto até os jogos da final contra Água Santa. Perdeu por 2-1 no jogo de ida, mas reverteu o placar na volta aplicando uma goleada de 4-0, conquistando seu 25º título paulista.
Pela Libertadores da América, o Verdão entrou direto pela fase de grupos e foi sorteado no grupo C, junto com Barcelona de Guayaquil, do Equador, Bolívar, da Bolívia, e Cerro Porteño, do Paraguai. Fez a melhor campanha da fase de grupos. Nas oitavas de final, eliminou o Atlético-MG, após vencer o primeiro jogo fora de casa, no Mineirão, por 1-0, e empatar por 0-0 em casa, no Allianz Parque. Nas quartas, enfrentou o Deportivo Pereira, da Colômbia. Venceu a primeira partida no Estádio Hernán Ramírez Villegas por uma goleada de 4-0 e empatou sem gols o jogo de volta em casa. Nas semifinais, caiu para o argentino Boca Juniors, após empatar os dois jogos e ser superado na disputa por pênaltis.
Na Copa do Brasil, o clube entrou a partir da terceira fase, enfrentando por sorteio o Tombense, quando venceu a equipe por 5-3 no placar agregado. Venceu o Fortaleza por 3-1 no agregado nas oitavas e se despediu da competição nas quartas ao ser eliminado pelo São Paulo por 1-3 no agregado.
Pelo Campeonato Brasileiro, estreou jogando em casa contra o Cuiabá. Por diversas vezes esteve na vice-liderança do torneio, mas na 34ª rodada alcançou o topo da tabela e manteve o feito até o fim da competição. Conquistou seu 12º título brasileiro ao empatar com o Cruzeiro na última rodada, se isolando ainda mais como maior campeão nacional, e repetindo a atuação de 1994, quando havia conseguido o bicampeonato consecutivo pela última vez.
Leila Pereira foi a presidente na temporada. Na comissão técnica, o clube contou com o técnico Abel Ferreira na sua quarta temporada no comando.

## Clube

### Elenco Principal
Última atualização feita em 09 de dezembro de 2023.
Legenda
- : Capitão
- : Jogador contundido
- : Prata da casa (jogador da base)

| N°             | Jogador          | Jogador | Nascimento              | Contratado de        | Início do contrato | Fim do contrato |
| -------------- | ---------------- | ------- | ----------------------- | -------------------- | ------------------ | --------------- |
| Goleiros       |                  |         |                         |                      |                    |                 |
| 21             | Weverton         | G       | 13 de dezembro de 1987  | Athletico Paranaense | 01/2018            | 12/2025         |
| 24             | Mateus           | G       | 2 de maio de 2002       | Categorias de base   | 01/2022            | 12/2026         |
| 42             | Marcelo Lomba    | G       | 18 de dezembro de 1986  | Sem clube            | 01/2022            | 12/2023         |
| Defensores     |                  |         |                         |                      |                    |                 |
| 13             | Luan             | Z       | 10 de maio de 1993      | Vasco da Gama        | 04/2017            | 12/2024         |
| 15             | Gustavo Gómez    | Z       | 6 de maio de 1993       | Milan                | 08/2018            | 12/2026         |
| 26             | Murilo           | Z       | 27 de março de 1997     | Lokomotiv Moscou     | 01/2022            | 12/2026         |
| 33             | Naves            | Z       | 8 de maio de 2002       | Categorias de base   | 01/2023            | 12/2027         |
| 2              | Marcos Rocha     | LD      | 11 de dezembro de 1988  | Atlético Mineiro     | 01/2018            | 12/2023         |
| 12             | Mayke            | LD      | 10 de novembro de 1992  | Cruzeiro             | 05/2017            | 12/2024         |
| 32             | Garcia           | LD      | 1 de janeiro de 2002    | Categorias de base   | 02/2022            | 12/2027         |
| 22             | Joaquín Piquerez | LE      | 24 de agosto de 1998    | Peñarol              | 07/2021            | 12/2026         |
| 36             | Vanderlan        | LE      | 7 de setembro de 2002   | Categorias de base   | 01/2023            | 12/2027         |
| Meio-campistas |                  |         |                         |                      |                    |                 |
| 8              | Zé Rafael        | M       | 16 de junho de 1993     | Bahia                | 01/2019            | 12/2025         |
| 20             | Eduard Atuesta   | M       | 18 de junho de 1997     | Los Angeles FC       | 12/2021            | 12/2026         |
| 23             | Raphael Veiga    | M       | 19 de junho de 1995     | Coritiba             | 12/2016            | 12/2026         |
| 25             | Gabriel Menino   | M       | 29 de setembro de 2000  | Categorias de base   | 01/2020            | 12/2025         |
| 27             | Richard Ríos     | M       | 2 de junho de 2000      | Guarani              | 03/2023            | 12/2025         |
| 30             | Jailson          | M       | 7 de setembro de 1995   | Sem clube            | 01/2022            | 12/2023         |
| 31             | Luis Guilherme   | M       | 9 de fevereiro de 2006  | Categorias de base   | 06/2022            | 06/2025         |
| 35             | Fabinho          | M       | 9 de abril de 2002      | Categorias de base   | 02/2022            | 12/2027         |
| 40             | Jhon Jhon        | M       | 9 de setembro de 2002   | Categorias de base   | 01/2023            | 12/2027         |
| Atacantes      |                  |         |                         |                      |                    |                 |
| 7              | Dudu             | A       | 7 de janeiro de 1992    | Dínamo de Kiev       | 01/2015            | 12/2025         |
| 10             | Rony             | A       | 11 de maio de 1995      | Athletico Paranaense | 02/2020            | 12/2026         |
| 14             | Artur            | A       | 15 de fevereiro de 1998 | Red Bull Bragantino  | 03/2023            | 12/2027         |
| 16             | Endrick          | A       | 21 de julho de 2006     | Categorias de base   | 07/2022            | 06/2025         |
| 18             | Flaco López      | A       | 6 de dezembro de 2000   | Lanús                | 07/2022            | 07/2027         |
| 19             | Breno Lopes      | A       | 24 de janeiro de 1996   | Juventude            | 11/2020            | 12/2024         |

### Jogadores da base inscritos no time principal na temporada
| N°         | Jogador          | Jogador | Nascimento              | Início contrato | Fim contrato |
| ---------- | ---------------- | ------- | ----------------------- | --------------- | ------------ |
| Goleiros   |                  |         |                         |                 |              |
| 24         | Natan            | G       | 26 de fevereiro de 2003 | 2019            | -            |
| 51         | Kaique           | G       | 16 de abril de 2003     | 2019            | -            |
| Defensores |                  |         |                         |                 |              |
| 33         | Michel           | Z       | 20 de maio de 2003      | 2019            | -            |
| 43         | Vitor Reis       | Z       | 12 de janeiro de 2006   | 2016            | -            |
| 44         | Vareta           | Z       | 16 de maio de 2005      | 2014            | -            |
| 53         | Pedro Felipe     | Z       | 23 de maio de 2004      | 2022            | -            |
| 54         | Benedetti        | Z       | 7 de junho de 2006      | 2022            | -            |
| 52         | Gilberto         | LD      | 27 de março de 2005     | 2017            | -            |
| 36         | Ian              | LE      | 16 de abril de 2003     | 2015            | -            |
| Meias      |                  |         |                         |                 |              |
| 38         | Patrick          | M       | 19 de março de 2004     | 2022            | -            |
| 45         | Léo              | M       | 14 de março de 2004     | 2021            | -            |
| 48         | David Kauã       | M       | 12 de março de 2005     | 2022            | -            |
| 50         | Pedro Lima       | M       | 27 de março de 2003     | 2016            | 12/2026      |
| 55         | Vitor André      | M       | 25 de outubro de 2005   | 2022            | -            |
| 60         | Thalys           | M       | 22 de fevereiro de 2005 | 2021            | -            |
| Atacantes  |                  |         |                         |                 |              |
| 37         | Kevin            | A       | 4 de janeiro de 2003    | 2020            | 12/2026      |
| 39         | Daniel           | A       | 4 de março de 2004      | 2020            | -            |
| 41         | Riquelme Fillipi | A       | 15 de setembro de 2006  | 2021            | -            |
| 47         | Kauan Santos     | A       | 17 de junho de 2004     | 2015            | -            |
| 49         | Wendell          | A       | 17 de fevereiro de 2004 | 2017            | -            |
| 41         | Estevão          | A       | 24 de abril de 2007     | 2023            | -            |

### Transferências
Legenda
| - : Jogadores que chegaram ou saíram após compra de direitos/multa rescisória - : Jogadores que chegaram ou saíram sem custos - : Jogadores que saíram após o fim do contrato - : Jogadores dispensados antes do fim do contrato | - : Jogadores emprestados ao Palmeiras - : Jogadores emprestados pelo Palmeiras - : Jogadores que retornam de empréstimo - : Jogadores promovidos do sub-20 |

#### Chegadas
| Data                   | Posição | Jogador        | Contratado de       | Valor pago (em milhões de R$) | Ref.   |
| ---------------------- | ------- | -------------- | ------------------- | ----------------------------- | ------ |
| 31 de dezembro de 2022 | A       | Carlos Eduardo | Red Bull Bragantino | Sem custos                    |        |
| 6 de fevereiro de 2023 | M       | Pedro Bicalho  | Santa Clara         | Sem custos                    | [ 13 ] |
| 28 de março de 2023    | M       | Richard Ríos   | Guarani             | 6                             | [ 14 ] |
| 31 de março de 2023    | A       | Artur          | Red Bull Bragantino | 45                            | [ 15 ] |
| 30 de junho de 2023    | G       | Mateus         | Portimonense        | Sem custos                    |        |
| 30 de junho de 2023    | Z       | Lucas Freitas  | Moreirense          | Sem custos                    | [ 16 ] |
| 30 de junho de 2023    | A       | Rafael Elias   | Baniyas             | Sem custos                    | [ 17 ] |
| 30 de junho de 2023    | A       | Carlos Eduardo | Estoril Praia       | Sem custos                    | [ 18 ] |
| 26 de julho de 2023    | M       | Luis Guilherme | Categorias de Base  | Sem custos                    | [ 19 ] |
| 2 de agosto de 2023    | A       | Fabricio       | Novo Hamburgo       | Sem custos                    |        |

#### Saídas
| Data                    | Posição | Jogador            | Clube de destino    | Valor recebido (em milhões de R$) | Ref.   |
| ----------------------- | ------- | ------------------ | ------------------- | --------------------------------- | ------ |
| 4 de dezembro de 2022   | M       | Gustavo Scarpa     | Nottingham Forest   | Sem custos                        | [ 20 ] |
| 22 de dezembro de 2022  | LE      | Jorge              | Fluminense          | Não divulgado                     | [ 21 ] |
| 27 de dezembro de 2022  | A       | Wesley             | Cruzeiro            | 16                                | [ 22 ] |
| 3 de janeiro de 2023    | LE      | Lucas Esteves      | Fortaleza           | Não divulgado                     | [ 23 ] |
| 6 de janeiro de 2023    | M       | Matheus Fernandes  | Red Bull Bragantino | Não divulgado                     | [ 24 ] |
| 16 de janeiro de 2023   | M       | Danilo             | Nottingham Forest   | 110                               | [ 25 ] |
| 25 de janeiro de 2023   | A       | Carlos Eduardo     | Estoril Praia       | Não divulgado                     | [ 26 ] |
| 31 de janeiro de 2023   | G       | Zé Henrique        | Famalicão           | Não divulgado                     | [ 27 ] |
| 2 de fevereiro de 2023  | A       | Miguel Merentiel   | Boca Juniors        | Não divulgado                     | [ 28 ] |
| 3 de fevereiro de 2023  | A       | Fabricio           | Novo Hamburgo       | Não divulgado                     |        |
| 7 de fevereiro de 2023  | M       | Pedro Bicalho      | Vitória             | Sem custos                        | [ 13 ] |
| 10 de fevereiro de 2023 | Z       | Benjamín Kuscevic  | Coritiba            | 3                                 | [ 29 ] |
| 14 de fevereiro de 2023 | A       | Vitinho            | Vålerenga           | Não divulgado                     | [ 30 ] |
| 24 de fevereiro de 2023 | Z       | Henri              | FC Dallas           | Não divulgado                     | [ 31 ] |
| 7 de março de 2023      | A       | Ruan Ribeiro       | Valmiera            | Não divulgado                     | [ 32 ] |
| 27 de junho de 2023     | A       | Giovani            | Al-Sadd             | 47                                | [ 33 ] |
| 30 de junho de 2023     | Z       | Lucas Freitas      | Chapecoense         | Não divulgado                     | [ 16 ] |
| 3 de julho de 2023      | M       | Alan               | Moreirense          | Não divulgado                     | [ 34 ] |
| 4 de julho de 2023      | A       | Carlos Eduardo     | Alanyaspor          | Sem custos                        | [ 18 ] |
| 10 de julho de 2023     | A       | Rafael Navarro     | Colorado Rapids     | 24                                | [ 35 ] |
| 19 de julho de 2023     | M       | Bruno Tabata       | Qatar SC            | Não divulgado                     | [ 36 ] |
| 19 de julho de 2023     | G       | Vinicius Silvestre | Portimonense        | Não divulgado                     | [ 37 ] |
| 27 de julho de 2023     | A       | Rafael Elias       | Cruzeiro            | Não divulgado                     | [ 38 ] |
| 2E de julho de 2023     | LE      | Lucas Esteves      | Atlético Goianiense | Não divulgado                     | [ 39 ] |
| 9 de agosto de 2023     | A       | Gabriel Silva      | Santa Clara         | Não divulgado                     | [ 40 ] |
| 16 de agosto de 2023    | M       | Pedro Bicalho      | Alverca             | Não divulgado                     | [ 41 ] |
| 23 de agosto de 2023    | M       | Pedro Lima         | Norwich City        | Não divulgado                     | [ 11 ] |

### Empréstimos

#### Jogadores emprestados pelo Palmeiras
| Jogador           | Jogador | Emprestado para     | Início do empréstimo | Fim do empréstimo | Contrato com o Palmeiras até |
| ----------------- | ------- | ------------------- | -------------------- | ----------------- | ---------------------------- |
| Goleiros          |         |                     |                      |                   |                              |
| Zé Henrique       | G       | Famalicão           | 31/01/2023           | 30/06/2024        | 31/12/2025                   |
| Defensores        |         |                     |                      |                   |                              |
| Henri             | Z       | FC Dallas           | 24/02/2023           | 30/11/2023        | 31/12/2025                   |
| Lucas Esteves     | LE      | Atlético Goianiense | 28/07/2023           | 31/12/2023        | 31/12/2024                   |
| Lucas Freitas     | Z       | Chapecoense         | 01/07/2023           | 30/11/2023        | 31/12/2025                   |
| Jorge             | LE      | Fluminense          | 10/01/2023           | 31/12/2023        | 31/12/2025                   |
| Meio-campistas    |         |                     |                      |                   |                              |
| Bruno Tabata      | M       | Qatar SC            | 19/07/2023           | 30/06/2024        | 30/06/2026                   |
| Matheus Fernandes | M       | Red Bull Bragantino | 06/01/2023           | 31/12/2023        | 31/12/2025                   |
| Pedro Bicalho     | M       | Alverca             | 16/08/2023           | 30/06/2024        | 31/12/2024                   |
| Pedro Lima        | M       | Norwich City        | 23/08/2023           | 30/06/2024        | 31/12/2026                   |
| Atacantes         |         |                     |                      |                   |                              |
| Angulo            | A       | Orlando City        | 25/07/2022           | 31/12/2023        | 31/12/2024                   |
| Miguel Merentiel  | A       | Boca Juniors        | 02/02/2023           | 31/12/2023        | 30/06/2026                   |
| Rafael Navarro    | A       | Colorado Rapids     | 10/07/2023           | 30/06/2024        | 31/12/2026                   |
| Ruan Ribeiro      | A       | Valmiera            | 07/03/2023           | 31/01/2024        | 30/04/2024                   |
| Vitinho           | A       | Vålerenga           | 14/02/2023           | 31/12/2023        | 31/12/2024                   |

Referência:[carece de fontes?]

## Competições
Todos os horários dos jogos estão no horário de Brasília (UTC−3).

### Resumo das participações
| Torneio             | Pos/Fas          | Pts | J  | V  | E  | D | GP | GC | SG  | %      |
| Paulista            | 1°               | 37  | 16 | 11 | 4  | 1 | 25 | 7  | +18 | 77.08% |
| Libertadores        | Semifinal        | 25  | 12 | 7  | 4  | 1 | 22 | 7  | +15 | 69.44% |
| Brasileiro          | 1°               | 70  | 38 | 20 | 10 | 8 | 64 | 33 | +31 | 61.4%  |
| Copa do Brasil      | Quartas de final | 7   | 6  | 2  | 1  | 3 | 9  | 7  | +2  | 38.88% |
| Supercopa do Brasil | 1°               | 3   | 1  | 1  | 0  | 0 | 4  | 3  | +1  | 100%   |

### Campeonato Paulista

#### Primeira Fase
Grupo D
|  | v d e |

##### Desempenho por rodada
| Rodadas   | 1 | 2 | 3 | 4 | 5 | 6 | 7 | 8 | 9 | 10 | 11 | 12 |
| Local     | C | F | C | F | F | C | C | F | F | C  | C  | F  |
| Resultado | E | V | E | V | V | V | V | V | E | V  | V  | E  |

##### Partidas
| 14 de janeiro 1 | Palmeiras | 0 – 0  | São Bento                                               | São Paulo                                                                  |  |
| 18:30           | Dudu 03'  | Súmula | Carlos Jatobá 38' Lucas Lima 43' Zé Carlos 52' Ivan 85' | Estádio: Allianz Parque Público: 39,164 Árbitro: Flavio Rodrigues de Souza |  |

| 19 de janeiro 2 | Botafogo-SP        | 0 – 1  | Palmeiras                                                                     | Ribeirão Preto                                                       |  |
| 21:30           | Lucas Lourenço 90' | Súmula | Raphael Veiga 24' · Endrick 45+1' · Gustavo Gomez 61' · Abel Ferreira (T) 60' | Estádio: Santa Cruz Público: 19,395 Árbitro: Luiz Flavio de Oliveira |  |

| 22 de janeiro 3 | Palmeiras                  | 0 – 0  | São Paulo  | São Paulo                                                            |  |
| 16:00           | Dudu 80' Breno Lopes 90+6' | Súmula | Rafael 32' | Estádio: Allianz Parque Público: 40,196 Árbitro: Edina Alves Batista |  |

| 25 de janeiro 4 | Ituano                                                                         | 1 – 3  | Palmeiras                                                                                                 | Itu                                                                     |  |
| 19:30           | José Aldo 36' · Eduardo Person 52' · Felipe Saraiva 77' · Bernardo Schappo 82' | Súmula | Rafael Navarro 29' · Flaco López 63' · Lucas Siqueira 72' (g.c.) · Bruno Tabata 81' (pen) · Vanderlan 84' | Estádio: Novelli Junior Público: 10,169 Árbitro: Thiago Luis Scarascati |  |

| 1º de fevereiro 5 | Mirassol                        | 0 – 2  | Palmeiras                                         | Mirassol                                                                       |  |
| 21:35             | Zé Roberto 70' Flávio Silva 81' | Súmula | Jailson 14' · Breno Lopes 67' · Atuesta 71' 90+2' | Estádio: José Maria de Campos Maia Público: 10,161 Árbitro: Salim Fende Chavez |  |

| 4 de fevereiro 6 | Palmeiras                                                                                     | 3 – 1  | Santos                                                       | São Paulo                                                                |  |
| 18:30            | Murilo 21' · Rony 45+6' · Gabriel Menino 52' · Marcos Rocha 55' · Giovani 70' · Zé Rafael 77' | Súmula | Dodi 45+4' · Guilherme Camacho 80' · Eduardo Bauermann 90+4' | Estádio: Morumbi Público: 49,241 Árbitro: Vinicius Gonçalves Dias Araujo |  |

| 9 de fevereiro 7 | Palmeiras                                      | 2 – 0  | Inter de Limeira | São Paulo                                                            |  |
| 19:30            | Raphael Veiga 17' (pen) · Joaquín Piquerez 35' | Súmula | Eliandro 84'     | Estádio: Allianz Parque Público: 31,855 Árbitro: Edina Alves Batista |  |

| 12 de fevereiro 8 | Água Santa                                                             | 0 – 1  | Palmeiras                                     | Diadema                                                              |  |
| 11:00             | Joilson 42' Thiaguinho 66' Rodrigo Sam 80' Lelê 89' Thiago Carpini (T) | Súmula | Rony 46' · Murilo 80' · Abel Ferreira (T) 80' | Estádio: Distrital do Inamar Público: 5,768 Árbitro: João Vitor Gobi |  |

| 16 de fevereiro 9 | Corinthians                   | 2 – 2  | Palmeiras                                          | São Paulo                                                         |  |
| 21:30             | Roger Guedes 8' 84' · Gil 77' | Súmula | Rony 44', 52' · Gabriel Menino 64' · Jailson 90+2' | Estádio: Neo Química Arena Público: 45,505 Árbitro: Raphael Claus |  |

| 22 de fevereiro 10 | Palmeiras                                                     | 2 – 0  | Red Bull Bragantino                             | São Paulo                                                                   |  |
| 21:35              | Rony 12' 78' · Endrick 35' · Weverton 35' · Breno Lopes 90+2' | Súmula | Matheus Fernandes 61' Gustavo Ribeiro Neves 83' | Estádio: Allianz Parque Público: 33,352 Árbitro: Douglas Marques das Flores |  |

| 26 de fevereiro 11 | Palmeiras                              | 2 – 1  | Ferroviária                          | São Paulo                                                                       |  |
| 18:30              | Gabriel Menino 41' · Raphael Veiga 60' | Súmula | Léo Santos 76' · Matheus Lucas 90+1' | Estádio: Allianz Parque Público: 28,699 Árbitro: Vinicius Gonçalves Dias Araujo |  |

| 5 de março 12 | Guarani       | 0 – 0  | Palmeiras                          | Campinas                                                                |  |
| 16:00         | Bruno José 4' | Súmula | Joaquin Piquerez 33' Zé Rafael 54' | Estádio: Brinco de Ouro Público: 12,593 Árbitro: Thiago Luis Scarascati |  |

#### Fase Final
| 11 de março Quartas de final | Palmeiras                                    | 1 – 0  | São Bernardo                                                                                  | São Paulo                                                            |  |
| 19:00                        | Rony 42' · Zé Rafael 44' · Raphael Veiga 62' | Súmula | Alex Alves de Lima 12' Rafael Vaz 28' Rodrigo Souza 38' Chrystian Barletta 45+1' Jeferson 52' | Estádio: Allianz Parque Público: 39,258 Árbitro: Edina Alves Batista |  |

| 19 de março Semifinal | Palmeiras                                                               | 1 – 0  | Ituano        | São Paulo                                                                  |  |
| 16:00                 | Murilo Cerqueira 5' 58' · João Martins (AT) 70' · Abel Ferreira (T) 70' | Súmula | Claudinho 64' | Estádio: Allianz Parque Público: 40,664 Árbitro: Flavio Rodrigues de Souza |  |

| 2 de abril Final ida | Água Santa                                                                                    | 2 – 1  | Palmeiras                        | Barueri                                             |  |
| 16:00                | Marcondes 31' · Didi 35' · Bruno Mezenga 43', 90+2' 60' · Igor Henrique 56' · Reginaldo 90+6' | Súmula | Endrick 52' · Gabriel Menino 63' | Estádio: Arena Barueri Árbitro: Edina Alves Batista |  |

| 9 de abril Final volta | Palmeiras | 4 – 0  | Água Santa                                                                                 | São Paulo                                                      |  |
| 16:00                  | Gabriel Menino 15', 27' · Endrick 34' · Dudu 38' · Murilo 69' · Flaco López 72' 90' · Vanderlan 77' · Zé Rafael 80' | Súmula | Bruno Mezenga 11' Marcondes 14' Kadi 29' Kadi 38' Vilian (no banco) 39' Júnior Todinho 77' | Estádio: Allianz Parque Público: 41,444 Árbitro: Raphael Claus |  |

| Campeonato Paulista de Futebol de 2023 |
| -------------------------------------- |
| PALMEIRAS Campeão (25.º título)        |

### Copa Libertadores da América

#### Fase de Grupos
Classificação - Grupo C
| Pos | Equipe                 | Pts | J | V | E | D | GP | GC | SG  | Classificado               |  | PAL | BOL | BAR | CPO |
| --- | ---------------------- | --- | - | - | - | - | -- | -- | --- | -------------------------- |  | --- | --- | --- | --- |
| 1   | Palmeiras              | 15  | 6 | 5 | 0 | 1 | 16 | 6  | +10 | Fase final                 |  | —   | 4–0 | 4–2 | 2–1 |
| 2   | Bolívar                | 12  | 6 | 4 | 0 | 2 | 11 | 7  | +4  | Fase final                 |  | 3–1 | —   | 1–0 | 2–0 |
| 3   | Barcelona de Guayaquil | 4   | 6 | 1 | 1 | 4 | 7  | 12 | −5  | Play-offs da Sul-Americana |  | 0–2 | 2–1 | —   | 2–2 |
| 4   | Cerro Porteño          | 4   | 6 | 1 | 1 | 4 | 5  | 14 | −9  |                            |  | 0–3 | 0–4 | 2–1 | —   |

##### Desempenho por rodada
| Rodadas   | 1  | 2  | 3  | 4  | 5  | 6  |  |
| Local     | F  | C  | F  | F  | C  | C  |  |
| Resultado | D  | V  | V  | V  | V  | V  |  |
| Colocação | 4º | 4º | 2º | 2º | 2º | 1º |  |

##### Partidas
| 5 de abril 1 | Bolívar                                                                                       | 3 – 1       | Palmeiras                                                             | La Paz                                          |  |
| 21:30        | Pablo Hervías 20' · José Sagredo 33', 52' · Bejarano 46' · Uzeda 89' · Gabriel Villamíl 90+4' | ge CONMEBOL | Flaco López 13' · Abel Ferreira (T) 22' · Jailson 35', 44' · Luan 36' | Estádio: Hernando Siles Árbitro: Alexis Herrera |  |

| 20 de abril 2 | Palmeiras                                                             | 2 – 1       | Cerro Porteño                                                      | São Paulo                                                    |  |
| 21:00         | Marcos Rocha 53' · Gustavo Gómez 64' · Rafael Navarro 76' · Artur 79' | ge CONMEBOL | Damián Bobadilla 5' · Piris da Motta 27' · Churín 31' · Aquino 49' | Estádio: Morumbi Público: 42,340 Árbitro: Fernando Rapallini |  |

| 3 de maio 3 | Barcelona de Guayaquil          | 0 – 2    | Palmeiras                                                                 | Guaiaquil                           |  |
| 21:30       | Mario Pineida 36' Rodriguez 80' | CONMEBOL | Rony 20' · Luan 33' · Raphael Veiga 45+3' (pen) 45+5' · Gustavo Gómez 47' | Estádio: Monumental Banco Pichincha |  |

| 24 de maio 4 | Cerro Porteño                                            | 0 – 3    | Palmeiras                                                                         | Assunção                     |  |
| 19:00        | Gabriel Báez , 15' Piris da Motta 33' Cardozo Lucena 77' | CONMEBOL | Artur 25', 58' · Piquerez 39' · Gustavo Gómez 56' · Rony 68' · Richard Ríos , 77' | Estádio: General Pablo Rojas |  |

| 7 de junho 5 | Palmeiras                                                      | 4 – 2    | Barcelona de Guayaquil           | São Paulo               |  |
| 21:30        | Gustavo Gómez 46' 80' · Piquerez 58' · Artur 70' · Endrick 86' | CONMEBOL | Fydriszewski 33', 38' · Kitu 53' | Estádio: Allianz Parque |  |

| 29 de junho 6 | Palmeiras                                | 4 – 0    | Bolívar      | São Paulo               |  |
| 21:00         | Rony 24' · Artur 34', 85' · Piquerez 76' | CONMEBOL | Villamíl 41' | Estádio: Allianz Parque |  |

##### Fase Final
| 2 de agosto Oitavas de final - Ida | Atlético Mineiro | 0 – 1    | Palmeiras                                             | Belo Horizonte    |  |
| 21:30                              | Arana 77'        | CONMEBOL | Raphael Veiga 29' · Gabriel Menino 62' · Jhonatan 68' | Estádio: Mineirão |  |

| 9 de agosto Oitavas de final - Volta | Palmeiras | 0 – 0 (1 – 0 agr.) | Atlético Mineiro | São Paulo               |  |
| 21:30                                |           |                    |                  | Estádio: Allianz Parque |  |

| 23 de agosto Quartas de final - Ida | Deportivo Pereira | 0 – 4 | Palmeiras | Pereira                                  |  |
| 21:30                               |                   |       |           | Estádio: Estádio Hernán Ramírez Villegas |  |

| 30 de agosto Quartas de final - Volta | Palmeiras | 0 – 0 (4 – 0 agr.) | Deportivo Pereira | São Paulo               |  |
| 21:30                                 |           |                    |                   | Estádio: Allianz Parque |  |

| 28 de setembro Semifinal - Ida | Boca Juniors | 0 – 0 | Palmeiras | Buenos Aires          |  |
| 21:30                          |              |       |           | Estádio: La Bombonera |  |

| 5 de outubro Semifinal - Volta | Palmeiras | 1 – 1 (1 – 1 agr.) (2 – 4 pen.) | Boca Juniors | São Paulo               |  |
| 21:30                          |           |                                 |              | Estádio: Allianz Parque |  |

### Campeonato Brasileiro
| Pos | Equipe               | Pts | J  | V  | E  | D  | GP | GC | SG  | Classificação ou descenso                    |
| --- | -------------------- | --- | -- | -- | -- | -- | -- | -- | --- | -------------------------------------------- |
| 1   | Palmeiras (C)        | 70  | 38 | 20 | 10 | 8  | 64 | 33 | +31 | Fase de grupos da Copa Libertadores de 2024  |
| 2   | Grêmio               | 68  | 38 | 21 | 5  | 12 | 63 | 56 | +7  | Fase de grupos da Copa Libertadores de 2024  |
| 3   | Atlético Mineiro     | 66  | 38 | 19 | 9  | 10 | 52 | 32 | +20 | Fase de grupos da Copa Libertadores de 2024  |
| 4   | Flamengo             | 66  | 38 | 19 | 9  | 10 | 56 | 42 | +14 | Fase de grupos da Copa Libertadores de 2024  |
| 5   | Botafogo             | 64  | 38 | 18 | 10 | 10 | 58 | 37 | +21 | Segunda fase da Copa Libertadores de 2024    |
| 6   | Red Bull Bragantino  | 62  | 38 | 17 | 11 | 10 | 49 | 35 | +14 | Segunda fase da Copa Libertadores de 2024    |
| 7   | Fluminense           | 56  | 38 | 16 | 8  | 14 | 51 | 47 | +4  | Fase de grupos da Copa Libertadores de 2024  |
| 8   | Athletico Paranaense | 56  | 38 | 14 | 14 | 10 | 51 | 43 | +8  | Fase de grupos da Copa Sul-Americana de 2024 |
| 9   | Internacional        | 55  | 38 | 15 | 10 | 13 | 46 | 45 | +1  | Fase de grupos da Copa Sul-Americana de 2024 |
| 10  | Fortaleza            | 54  | 38 | 15 | 9  | 14 | 45 | 44 | +1  | Fase de grupos da Copa Sul-Americana de 2024 |
| 11  | São Paulo            | 53  | 38 | 14 | 11 | 13 | 40 | 38 | +2  | Fase de grupos da Copa Libertadores de 2024  |
| 12  | Cuiabá               | 51  | 38 | 14 | 9  | 15 | 40 | 39 | +1  | Fase de grupos da Copa Sul-Americana de 2024 |
| 13  | Corinthians          | 50  | 38 | 12 | 14 | 12 | 47 | 48 | −1  | Fase de grupos da Copa Sul-Americana de 2024 |
| 14  | Cruzeiro             | 47  | 38 | 11 | 14 | 13 | 35 | 32 | +3  | Fase de grupos da Copa Sul-Americana de 2024 |
| 15  | Vasco da Gama        | 45  | 38 | 12 | 9  | 17 | 41 | 51 | −10 |                                              |
| 16  | Bahia                | 44  | 38 | 12 | 8  | 18 | 50 | 53 | −3  |                                              |
| 17  | Santos               | 43  | 38 | 11 | 10 | 17 | 39 | 64 | −25 | Rebaixados à Série B de 2024                 |
| 18  | Goiás                | 38  | 38 | 9  | 11 | 18 | 36 | 53 | −17 | Rebaixados à Série B de 2024                 |
| 19  | Coritiba             | 30  | 38 | 8  | 6  | 24 | 41 | 73 | −32 | Rebaixados à Série B de 2024                 |
| 20  | América Mineiro      | 24  | 38 | 5  | 9  | 24 | 42 | 81 | −39 | Rebaixados à Série B de 2024                 |

1. ↑  Fluminense tem vaga garantida na Copa Libertadores de 2024 por ser campeão da Copa Libertadores de 2023.
2. ↑  São Paulo tem vaga garantida na Copa Libertadores de 2024 por ser campeão da Copa do Brasil de 2023.

##### Desempenho por rodada
| Rodadas   | 1  | 2  | 3  | 4  | 5  | 6  | 7  | 8  | 9  | 10 | 11 | 12 | 13 | 14 | 15 | 16 | 17 | 18 | 19 |
| Local     | C  | F  | C  | F  | C  | C  | F  | F  | C  | F  | F  | C  | F  | C  | F  | C  | F  | F  | C  |
| Resultado | V  | E  | V  | V  | V  | E  | E  | E  | V  | V  | D  | D  | E  | E  | E  | V  | V  | D  | V  |
| Colocação | 7° | 4° | 3° | 2° | 2° | 2° | 2° | 2° | 2° | 2° | 2° | 4° | 4° | 5° | 6° | 4° | 3° | 4° | 2° |
| Rodadas   | 20 | 21 | 22 | 23 | 24 | 25 | 26 | 27 | 28 | 29 | 30 | 31 | 32 | 33 | 34 | 35 | 36 | 37 | 38 |
| Local     | F  | C  | F  | C  | F  | F  | C  | C  | F  | C  | C  | F  | C  | F  | C  | F  | C  | C  | F  |
| Resultado | V  | V  | E  | V  | D  | D  | D  | D  | V  | V  | V  | V  | V  | D  | V  | E  | V  | V  | E  |
| Colocação | 2° | 2° | 2° | 2° | 2° | 4° | 4° | 5° | 4° | 3° | 2° | 2° | 2° | 2° | 1° | 1° | 1° | 1° | 1º |

#### Jogos

##### Primeiro turno
| 15 de abril 1 | Palmeiras | 2 – 1  | Cuiabá                                                                                        | São Paulo                                                                       |  |
| 16:00         | Endrick 4' · Abel Ferreira (T) 41', 45' · Vítor Castanheira (AT) 41' · Flaco López 37' 59' · Jhon Jhon 60' (banco) | Súmula | Deyverson 6' · Jonathan Cafu 45+3' · Raniele 45+5' · Mateusinho 47' · Filipe Augusto 52', 56' | Estádio: Allianz Parque Público: 35 835 Árbitro: Paulo Cesar Zanovelli da Silva |  |

| 23 de abril 2 | Vasco da Gama                                                        | 2 – 2 | Palmeiras                                                                          | Rio de Janeiro                                                  |  |
| 16:00         | Jair 7' · Lucas Piton 11' · Pedro Raul 29' 57' · Gabriel Pec 40' 85' |       | Zé Rafael 16' · Gabriel Menino 33' · Rafael Navarro 45+1' · Artur 62' · Murilo 90' | Estádio: Maracanã Público: 56 451 Árbitro: Rafael Rodrigo Klein |  |

| 29 de abril 3 | Palmeiras                                                                      | 2 – 1 | Corinthians                                                            | São Paulo                                                               |  |
| 18:30         | Murilo 16' · Raphael Veiga 36' · Piquerez 39' · Mayke 55' · Rafael Navarro 72' |       | Róger Guedes 21' · Giuliano 72' · Piquerez 76' (g.c.) · Du Queiroz 77' | Estádio: Allianz Parque Público: 41 457 Árbitro: Wilton Pereira Sampaio |  |

| 7 de maio 4 | Goiás                                         | 0 – 5 | Palmeiras | Goiânia                                                                   |  |
| 18:30       | Bruno Melo 14' Lucas Halter 41' Dieguinho 69' |       | Artur 10' · Mayke 25' · Raphael Veiga 45+5' 78' · Sidimar 48' (g.c.) · Piquerez 66' · Zé Rafael 68' · Gustavo Gómez 71' · Endrick 76' 83' · Dudu 90' | Estádio: Serrinha Público: 13 789 Árbitro: Wagner do Nascimento Magalhães |  |

| 10 de maio 5 | Palmeiras                                                                          | 4 – 1 | Grêmio                                                                                | São Paulo                                                                 |  |
| 21:30        | Raphael Veiga 23', 56' (pen) · Zé Rafael 27' · Mayke 68' · Luan 73' · Piquerez 82' |       | Villasanti 29' · Bitello 45+2' · Gabriel Grando 51' · Bruno Uvini 55' · Kannemann 61' | Estádio: Allianz Parque Público: 37 532 Árbitro: Bráulio da Silva Machado |  |

| 13 de maio 6 | Palmeiras | 1 – 1 | Red Bull Bragantino | São Paulo               |  |
| 18:30        |           |       |                     | Estádio: Allianz Parque |  |

| 20 de maio 7 | Santos | 0 – 0 | Palmeiras | Santos                |  |
| 21:00        |        |       |           | Estádio: Vila Belmiro |  |

| 28 de maio 8 | Atlético Mineiro | 1 – 1 | Palmeiras | Belo Horizonte    |
|              |                  |       |           | Estádio: Mineirão |

| 4 de junho 9 | Palmeiras | 3 – 1 | Coritiba | São Paulo               |  |
| 18:30        |           |       |          | Estádio: Allianz Parque |  |

| 11 de junho 10 | São Paulo | 0 – 2 | Palmeiras | São Paulo        |  |
| 16:00          |           |       |           | Estádio: Morumbi |  |

| 21 de junho 11 | Bahia | 1 – 0 | Palmeiras | Salvador                  |  |
| 21:30          |       |       |           | Estádio: Arena Fonte Nova |  |

| 25 de junho 12 | Palmeiras | 0 – 1 | Botafogo | São Paulo               |  |
| 16:00          |           |       |          | Estádio: Allianz Parque |  |

| 2 de julho 13 | Athletico Paranaense | 2 – 2 | Palmeiras | Curitiba                  |  |
| 16:00         |                      |       |           | Estádio: Arena da Baixada |  |

| 8 de julho 14 | Palmeiras | 1 – 1 | Flamengo | São Paulo               |  |
| 21:00         |           |       |          | Estádio: Allianz Parque |  |

| 16 de julho 15 | Internacional | 0 – 0 | Palmeiras | Porto Alegre       |  |
| 11:00          |               |       |           | Estádio: Beira Rio |  |

| 22 de julho 16 | Palmeiras | 3 – 1 | Fortaleza | São Paulo               |  |
| 16:00          |           |       |           | Estádio: Allianz Parque |  |

| 30 de julho 17 | América Mineiro | 1 – 4 | Palmeiras | Belo Horizonte               |  |
| 16:00          |                 |       |           | Estádio: Arena Independência |  |

| 5 de agosto 18 | Fluminense | 2 – 1 | Palmeiras | Rio de Janeiro    |  |
| 21:00          |            |       |           | Estádio: Maracanã |  |

| 14 de agosto 19 | Palmeiras | 1 – 0 | Cruzeiro | São Paulo               |  |
| 19:00           |           |       |          | Estádio: Allianz Parque |  |

##### Segundo turno
| 19 de agosto 20 | Cuiabá | 0 – 2 | Palmeiras | Cuiabá                  |  |
| 18:30           |        |       |           | Estádio: Arena Pantanal |  |

| 27 de agosto 21 | Palmeiras | 1 – 0 | Vasco da Gama | São Paulo               |  |
| 18:30           |           |       |               | Estádio: Allianz Parque |  |

| 3 de setembro 22 | Corinthians | 0 – 0 | Palmeiras | São Paulo                  |  |
| 18:30            |             |       |           | Estádio: Neo Química Arena |  |

| 15 de setembro 23 | Palmeiras | 1 – 0 | Goiás | São Paulo               |  |
| 21:30             |           |       |       | Estádio: Allianz Parque |  |

| 21 de setembro 24 | Grêmio | 1 – 0 | Palmeiras | Porto Alegre             |  |
| 21:30             |        |       |           | Estádio: Arena do Grêmio |  |

| 1 de outubro 25 | Red Bull Bragantino | 2 – 1 | Palmeiras | Bragança Paulista        |
|                 |                     |       |           | Estádio: Nabi Abi Chedid |

| 8 de outubro 26 | Palmeiras | 1 – 2 | Santos | Barueri                |  |
| 16:00           |           |       |        | Estádio: Arena Barueri |  |

| 18 de outubro 27 | Palmeiras | 0 – 2 | Atlético Mineiro | São Paulo               |  |
| 19:00            |           |       |                  | Estádio: Allianz Parque |  |

| 21 de outubro 28 | Coritiba | 0 – 2 | Palmeiras | Curitiba               |  |
| 18:30            |          |       |           | Estádio: Couto Pereira |  |

| 25 de outubro 29 | Palmeiras | 5 – 0 | São Paulo | São Paulo               |  |
| 20:00            |           |       |           | Estádio: Allianz Parque |  |

| 28 de outubro 30 | Palmeiras | 1 – 0 | Bahia | São Paulo               |  |
| 19:00            |           |       |       | Estádio: Allianz Parque |  |

| 1 de novembro 31 | Botafogo | 3 – 4 | Palmeiras | Rio de Janeiro         |  |
| 21:30            |          |       |           | Estádio: Nilton Santos |  |

| 4 de novembro 32 | Palmeiras | 1 – 0 | Athletico Paranaense | Barueri                |  |
| 21:30            |           |       |                      | Estádio: Arena Barueri |  |

| 8 de novembro 33 | Flamengo | 3 – 0 | Palmeiras | Rio de Janeiro    |  |
| 21:30            |          |       |           | Estádio: Maracanã |  |

| 11 de novembro 34 | Palmeiras | 3 – 0 | Internacional | Barueri                |  |
| 21:00             |           |       |               | Estádio: Arena Barueri |  |

| 26 de novembro 35 | Fortaleza | 2 – 2 | Palmeiras | Fortaleza               |  |
| 18:30             |           |       |           | Estádio: Arena Castelão |  |

| 29 de novembro 36 | Palmeiras | 4 – 0 | América Mineiro | São Paulo               |  |
| 21:30             |           |       |                 | Estádio: Allianz Parque |  |

| 3 de dezembro 37 | Palmeiras | 1 – 0 | Fluminense | São Paulo               |  |
| 16:00            |           |       |            | Estádio: Allianz Parque |  |

| 6 de dezembro 38 | Cruzeiro | 1 – 1 | Palmeiras | Belo Horizonte    |  |
| 21:30            |          |       |           | Estádio: Mineirão |  |

| Campeonato Brasileiro de 2023   |
| São Paulo                       |
| ------------------------------- |
| PALMEIRAS Campeão (12.º título) |

### Copa do Brasil
| 12 de abril Terceira fase - Ida | Palmeiras                                                                             | 4 – 2  | Tombense | São Paulo                                                                        |  |
| 20:00                           | Gabriel Menino 37' · Flaco López 41' · Gustavo Gómez 60' (pen) · Rafael Navarro 90+6' | Súmula | Matheus Frizzo 9' · Jáderson 32' · Roger Carvalho 39' · Daniel Amorim 45+6' · Bruno César 56' · Marcelinho 90+2' | Estádio: Allianz Parque Público: 33 603 Árbitro: RJ Bruno Arleu de Araujo (FIFA) |  |

| 26 de abril Terceira fase - Volta | Tombense                    | 1 – 1 | Palmeiras       | Uberlândia                                                          |  |
| 20:00                             | Alex Sandro 86' · Elton 90' |       | Breno Lopes 13' | Estádio: Parque do Sabiá Público: 22 888 Árbitro: Ramon Abatti Abel |  |

| 17 de maio Oitavas de final - Ida | Palmeiras | 3 – 0 | Fortaleza | São Paulo               |  |
| 19:00                             |           |       |           | Estádio: Allianz Parque |  |

| 31 de maio Oitavas de final - Volta | Fortaleza | 1 – 0 | Palmeiras | Fortaleza               |  |
| 19:00                               |           |       |           | Estádio: Arena Castelão |  |

| 5 de julho Quartas de final - Ida | São Paulo | 1 – 0 | Palmeiras | São Paulo        |  |
| 19:30                             |           |       |           | Estádio: Morumbi |  |

| 12 de julho Quartas de final - Volta | Palmeiras | 1 – 2 | São Paulo | São Paulo               |
|                                      |           |       |           | Estádio: Allianz Parque |

### Supercopa do Brasil
| 28 de Janeiro | Palmeiras                                                | 4 – 3        | Flamengo                        | Brasília                                                                          |  |
| 16:30         | Raphael Veiga 37', 58' (pen) · Gabriel Menino 45+4', 73' | Súmula (CBF) | Gabi 25' (pen), 51' · Pedro 60' | Estádio: Mané Garrincha Público: 67 422 Árbitro: GO Wilton Pereira Sampaio (FIFA) |  |

| Supercopa do Brasil de 2023    |
| São Paulo                      |
| ------------------------------ |
| PALMEIRAS Campeão (1.º título) |

## Estatísticas
Última atualização feita em 12 de novembro de 2023.

### Time

#### Estatísticas gerais
| Dado               | Paulista                                     | Libertadores                          | Brasileiro                              | Copa do Brasil                  | Supercopa    | Total                                        |
| Jogos              | 16                                           | 12                                    | 38                                      | 6                               | 1            | 73                                           |
| Vitórias           | 11                                           | 7                                     | 20                                      | 2                               | 1            | 41                                           |
| Empates            | 4                                            | 4                                     | 10                                      | 1                               | 0            | 19                                           |
| Derrotas           | 1                                            | 1                                     | 8                                       | 3                               | 0            | 13                                           |
| Gols pró           | 25                                           | 22                                    | 64                                      | 9                               | 4            | 124                                          |
| Gols contra        | 7                                            | 7                                     | 33                                      | 7                               | 3            | 57                                           |
| Saldo de gols      | +18                                          | +15                                   | +31                                     | +2                              | +1           | +67                                          |
| Assistências       | 16                                           | 1                                     | 6                                       | 3                               | 2            | 28                                           |
| Jogos s/ tomar gol | 11                                           | 8                                     | 16                                      | 1                               | 0            | 36                                           |
| Jogos s/ fazer gol | 3                                            | 3                                     | 8                                       | 1                               | 0            | 15                                           |
| Cartões            | 33                                           | 6                                     | 16                                      | 0                               | 1            | 56                                           |
| Cartões            | 1                                            | 2                                     | 1                                       | 0                               | 1            | 5                                            |
| Melhor resultado   | 4–0 Água Santa                               | 4-0 Deportivo Pereira                 | 5–0 Goiás                               | 3–0 Fortaleza                   | 4–3 Flamengo | 5–0 Goiás                                    |
| Pior resultado     | Água Santa 2–1                               | Bolívar 3–1                           | Flamengo 3–0                            | São Paulo 2–1                   | —            | Bolívar 3–1                                  |
| Maior público      | 49.241 (v. Santos, 04/02/2023)               | 42.340 (v. Cerro Porteño, 20/04/2023) | 41,457 (v. Corinthians, 29/04/2023)     | 33,603(v. Tombense, 12/04/2023) | —            | 49.241(v. Santos, 04/02/2023)                |
| Menor público      | 28.699 (v. Ferroviária, 26/02/2023)          | —                                     | —                                       | -                               | —            | 28.699 (v. Ferroviária, 26/02/2023)          |
| Público total      | 343.873                                      | —                                     | 35.835                                  | -                               | —            | 379.708                                      |
| Média de público   | 38.208                                       | —                                     | 35.835                                  | -                               | —            | 37.971                                       |
| Maior renda bruta  | R$ 3.583.469,93 (v. Água Santa, 09/04/2023)  | —                                     | R$ 2.289.979,83 (v. Cuiabá, 15/04/2023) | -                               | —            | R$ 3.583.469,93 (v. Água Santa, 09/04/2023)  |
| Menor renda bruta  | R$ 1.359.674,24 (v. Ferroviária, 26/02/2023) | —                                     | —                                       | -                               | —            | R$ 1.359.674,24 (v. Ferroviária, 26/02/2023) |
| Renda bruta total  | R$ 20.056.361,91                             | —                                     | R$ 2.289.979,83                         | -                               | —            | R$ 22.346.341,74                             |
| Média renda bruta  | R$ 2.228.484,66                              | —                                     | R$ 2.289.979,83                         | -                               | —            | R$ 2.234.634,17                              |

#### Aproveitamento
| Torneio             | C/F    | Pts | J  | V  | E  | D  | GP  | GC | SG | %      |
| Paulista            | Casa   | 23  | 9  | 7  | 2  | 0  | 15  | 2  | 13 | 85.19% |
| Paulista            | Fora   | 14  | 7  | 4  | 2  | 1  | 10  | 5  | 5  | 66.67% |
| Paulista            | Total  | 37  | 16 | 11 | 4  | 1  | 25  | 7  | 18 | 77.08% |
| Libertadores        | Casa   | 12  | 6  | 3  | 3  | 0  | 11  | 4  | 7  | 66.67% |
| Libertadores        | Fora   | 13  | 6  | 4  | 1  | 1  | 11  | 3  | 8  | 72.23% |
| Libertadores        | Total  | 25  | 12 | 7  | 4  | 1  | 22  | 7  | 15 | 69.45% |
| Brasileiro          | Casa   | 44  | 19 | 14 | 2  | 3  | 29  | 11 | 18 | 77.19% |
| Brasileiro          | Fora   | 26  | 19 | 6  | 8  | 5  | 35  | 22 | 13 | 45.61% |
| Brasileiro          | Total  | 70  | 38 | 20 | 10 | 8  | 64  | 33 | 31 | 61.4%  |
| Copa do Brasil      | Casa   | 6   | 3  | 2  | 0  | 1  | 8   | 4  | 4  | 66.67% |
| Copa do Brasil      | Fora   | 1   | 3  | 0  | 1  | 2  | 1   | 3  | -2 | 11.12% |
| Copa do Brasil      | Total  | 7   | 6  | 2  | 1  | 3  | 9   | 7  | 2  | 38.88% |
| Supercopa do Brasil | Neutro | 3   | 1  | 1  | 0  | 0  | 4   | 3  | 1  | 100%   |
| Supercopa do Brasil | Total  | 3   | 1  | 1  | 0  | 0  | 4   | 3  | 1  | 100%   |
| Total               | Casa   | 85  | 37 | 26 | 7  | 4  | 63  | 21 | 42 | 76.57% |
| Total               | Fora   | 54  | 35 | 14 | 12 | 9  | 57  | 33 | 24 | 51.42% |
| Total               | Neutro | 3   | 1  | 1  | 0  | 0  | 4   | 3  | 1  | 100%   |
| Total               | Total  | 142 | 73 | 41 | 19 | 13 | 124 | 57 | 67 | 64.84% |

#### Aproveitamento por mês
| Mês       | C/F    | Pts | J | V | E | D | GP | GC | SG | %      |
| Janeiro   | Casa   | 2   | 2 | 0 | 2 | 0 | 0  | 0  | 0  | 33.34% |
| Janeiro   | Fora   | 6   | 2 | 2 | 0 | 0 | 4  | 1  | 3  | 100%   |
| Janeiro   | Neutro | 3   | 1 | 1 | 0 | 0 | 4  | 3  | 1  | 100%   |
| Janeiro   | Total  | 11  | 5 | 3 | 2 | 0 | 8  | 4  | 4  | 73.34% |
| Fevereiro | Casa   | 12  | 4 | 4 | 0 | 0 | 9  | 2  | 7  | 100%   |
| Fevereiro | Fora   | 7   | 3 | 2 | 1 | 0 | 5  | 2  | 3  | 77.78% |
| Fevereiro | Total  | 19  | 7 | 6 | 1 | 0 | 14 | 4  | 10 | 90.48% |
| Março     | Casa   | 6   | 2 | 2 | 0 | 0 | 2  | 0  | 2  | 100%   |
| Março     | Fora   | 1   | 1 | 0 | 1 | 0 | 0  | 0  | 0  | 33.33% |
| Março     | Total  | 7   | 3 | 2 | 1 | 0 | 2  | 0  | 2  | 77.78% |
| Abril     | Casa   | 15  | 5 | 5 | 0 | 0 | 19 | 13 | 6  | 100%   |
| Abril     | Fora   | 2   | 4 | 0 | 2 | 2 | 5  | 8  | -3 | 16.67% |
| Abril     | Total  | 17  | 9 | 5 | 2 | 2 | 24 | 21 | 3  | 61.90% |
| Maio      | Casa   | 7   | 3 | 2 | 1 | 0 | 8  | 2  | 6  | 77.78% |
| Maio      | Fora   | 11  | 6 | 3 | 2 | 1 | 11 | 2  | 9  | 61.12% |
| Maio      | Total  | 18  | 9 | 5 | 3 | 1 | 19 | 4  | 15 | 66.67% |
| Junho     | Casa   | 9   | 4 | 3 | 0 | 1 | 11 | 4  | 7  | 75%    |
| Junho     | Fora   | 3   | 2 | 1 | 0 | 1 | 2  | 1  | 1  | 50%    |
| Junho     | Total  | 12  | 6 | 4 | 0 | 2 | 13 | 5  | 8  | 66.67% |
| Julho     | Casa   | 4   | 3 | 1 | 1 | 1 | 5  | 4  | 1  | 44.45% |
| Julho     | Fora   | 5   | 4 | 1 | 2 | 1 | 6  | 4  | 2  | 41.67% |
| Julho     | Total  | 9   | 7 | 2 | 3 | 2 | 11 | 8  | 3  | 42.85% |
| Agosto    | Casa   | 8   | 4 | 2 | 2 | 0 | 2  | 0  | 2  | 66.67% |
| Agosto    | Fora   | 9   | 4 | 3 | 0 | 1 | 8  | 2  | 6  | 75%    |
| Agosto    | Total  | 17  | 8 | 5 | 2 | 1 | 10 | 2  | 8  | 70.83% |
| Setembro  | Casa   | 3   | 1 | 1 | 0 | 0 | 1  | 0  | 1  | 100%   |
| Setembro  | Fora   | 2   | 3 | 0 | 2 | 1 | 0  | 1  | -1 | 22.22% |
| Setembro  | Total  | 5   | 4 | 1 | 2 | 1 | 1  | 1  | 0  | 41.67% |
| Outubro   | Casa   | 7   | 5 | 2 | 1 | 2 | 8  | 5  | 3  | 46.67% |
| Outubro   | Fora   | 4   | 2 | 1 | 1 | 0 | 3  | 2  | 1  | 66.67% |
| Outubro   | Total  | 11  | 7 | 3 | 2 | 2 | 11 | 7  | 4  | 52.38% |
| Novembro  | Casa   | 9   | 3 | 3 | 0 | 0 | 8  | 0  | 8  | 100%   |
| Novembro  | Fora   | 4   | 3 | 1 | 1 | 1 | 6  | 8  | -2 | 33.33% |
| Novembro  | Total  | 13  | 6 | 4 | 1 | 1 | 14 | 8  | 6  | 72.22% |
| Dezembro  | Casa   | 3   | 1 | 1 | 0 | 0 | 1  | 0  | 1  | 100%   |
| Dezembro  | Fora   | 1   | 1 | 0 | 1 | 0 | 1  | 1  | 0  | 33.33% |
| Dezembro  | Total  | 4   | 2 | 1 | 1 | 0 | 2  | 1  | 1  | 66.67% |

#### Desempenho dos treinadores
| Técnico       | Início     | Fim          | Torneio             | Pts | J  | V  | E  | D  | GP  | GC | SG | %      |
| Abel Ferreira | 03/11/2020 | Em atividade |                     |     |    |    |    |    |     |    |    |        |
| Abel Ferreira | 03/11/2020 | Em atividade | Paulista            | 37  | 16 | 11 | 4  | 1  | 25  | 7  | 18 | 77.08% |
| Abel Ferreira | 03/11/2020 | Em atividade | Libertadores        | 25  | 12 | 7  | 4  | 1  | 22  | 7  | 15 | 69.45% |
| Abel Ferreira | 03/11/2020 | Em atividade | Brasileiro          | 70  | 38 | 20 | 10 | 8  | 64  | 33 | 31 | 61.40% |
| Abel Ferreira | 03/11/2020 | Em atividade | Copa do Brasil      | 7   | 6  | 2  | 1  | 3  | 9   | 7  | 2  | 38.88% |
| Abel Ferreira | 03/11/2020 | Em atividade | Supercopa do Brasil | 3   | 1  | 1  | 0  | 0  | 4   | 3  | 1  | 100%   |
| Abel Ferreira | 03/11/2020 | Em atividade | Total               | 142 | 73 | 41 | 19 | 13 | 124 | 57 | 67 | 64.84% |

#### Origem dos gols
| Tipo                    | Paulista | Paulista | Paulista | Libertadores | Libertadores | Libertadores | Brasileiro | Brasileiro | Brasileiro | Copa do Brasil | Copa do Brasil | Copa do Brasil | Supercopa | Supercopa | Supercopa | Total | Total | Total |
| Tipo                    | GP       | GC       | SG       | GP           | GC           | SG           | GP         | GC         | SG         | GP             | GC             | SG             | GP        | GC        | SG        | GP    | GC    | SG    |
| Cabeça                  | 9        | 3        | 6        | 0            | 2            | -2           | 2          | 2          | 0          | 1              | 0              | 1              | 0         | 0         | 0         | 12    | 7     | 5     |
| Chute de dentro da área | 8        | 4        | 4        | 3            | 2            | 1            | 2          | 1          | 1          | 1              | 1              | 0              | 2         | 2         | 0         | 16    | 10    | 6     |
| Chute de fora da área   | 5        | 0        | 5        | 0            | 0            | 0            | 0          | 0          | 0          | 1              | 1              | 0              | 1         | 0         | 1         | 7     | 1     | 6     |
| Bola parada             | 0        | 0        | 0        | 0            | 0            | 0            | 0          | 0          | 0          | 0              | 0              | 0              | 0         | 0         | 0         | 0     | 0     | 0     |
| Gol contra              | 1        | 0        | 1        | 0            | 0            | 0            | 0          | 0          | 0          | 0              | 0              | 0              | 0         | 0         | 0         | 1     | 0     | 1     |
| Pênalti                 | 2        | 0        | 2        | 0            | 0            | 0            | 0          | 0          | 0          | 1              | 0              | 1              | 1         | 1         | 0         | 4     | 1     | 3     |
| Total                   | 25       | 7        | 18       | 3            | 4            | -1           | 4          | 3          | 1          | 4              | 2              | 2              | 4         | 3         | 1         | 40    | 19    | 21    |

#### Tempo dos gols
| Tipo               | Paulista | Paulista | Paulista | Libertadores | Libertadores | Libertadores | Brasileiro | Brasileiro | Brasileiro | Copa do Brasil | Copa do Brasil | Copa do Brasil | Supercopa | Supercopa | Supercopa | Total | Total | Total |
| Tipo               | GP       | GC       | SG       | GP           | GC           | SG           | GP         | GC         | SG         | GP             | GC             | SG             | GP        | GC        | SG        | GP    | GC    | SG    |
| 0–15"              | 2        | 1        | 1        | 1            | 1            | 0            | 1          | 0          | 1          | 0              | 1              | -1             | 0         | 0         | 0         | 4     | 3     | 1     |
| 16–30"             | 5        | 0        | 5        | 0            | 1            | -1           | 0          | 1          | -1         | 0              | 0              | 0              | 0         | 1         | -1        | 5     | 3     | 2     |
| 31–45"             | 5        | 1        | 4        | 0            | 0            | 0            | 0          | 1          | -1         | 2              | 0              | 2              | 1         | 0         | 1         | 8     | 2     | 6     |
| Acréscimo 1º tempo | 1        | 0        | 1        | 0            | 1            | -1           | 1          | 1          | 0          | 0              | 0              | 0              | 1         | 0         | 1         | 3     | 2     | 1     |
| Total 1º Tempo     | 13       | 2        | 11       | 1            | 3            | -2           | 2          | 3          | -1         | 2              | 1              | 1              | 2         | 1         | 1         | 20    | 10    | 10    |
| 45–60"             | 4        | 1        | 3        | 0            | 0            | 0            | 0          | 0          | 0          | 0              | 0              | 0              | 1         | 2         | -1        | 5     | 3     | 2     |
| 61–75"             | 5        | 0        | 5        | 1            | 0            | 1            | 2          | 0          | 2          | 0              | 0              | 0              | 1         | 0         | 1         | 9     | 0     | 9     |
| 76–90"             | 1        | 1        | 0        | 1            | 1            | 0            | 0          | 0          | 0          | 1              | 0              | 1              | 0         | 0         | 0         | 3     | 2     | 1     |
| Acréscimo 2º tempo | 2        | 3        | -1       | 0            | 0            | 0            | 0          | 0          | 0          | 1              | 1              | 0              | 0         | 0         | 0         | 3     | 4     | -1    |
| Total 2º tempo     | 12       | 5        | 7        | 2            | 1            | 1            | 2          | 0          | 2          | 2              | 1              | 1              | 2         | 2         | 0         | 20    | 9     | 11    |
| Prorrogação        | —        | —        | —        | —            | —            | —            | —          | —          | —          | —              | —              | —              | —         | —         | —         | -     | -     | -     |
| Total prorrogação  | —        | —        | —        | —            | —            | —            | —          | —          | —          | —              | —              | —              | —         | —         | —         | -     | -     | -     |

#### Pênaltis a favor
|   | Cobrador          | Resultado        | Torneio             | Etapa               | VAR | Resultado final                  | Data                   |
| 1 | Bruno Tabata      | Convertido       | Campeonato Paulista | 4ª rodada           | Não | Ituano 1 – 3 Palmeiras           | 25 de janeiro de 2023  |
| 2 | Raphael Veiga     | Convertido       | Supercopa do Brasil | Jogo único          | Não | Palmeiras 4 – 3 Flamengo         | 28 de janeiro de 2023  |
| 3 | Raphael Veiga (2) | Convertido       | Campeonato Paulista | 7ª rodada           | Não | Palmeiras 2 – 0 Inter de Limeira | 9 de fevereiro de 2023 |
| 4 | Dudu              | Erro (Para fora) | Campeonato Paulista | 7ª rodada           | Sim | Palmeiras 2 – 0 Inter de Limeira | 9 de fevereiro de 2023 |
| 5 | Raphael Veiga (3) | Erro (Defesa)    | Campeonato Paulista | 7ª rodada           | Não | Palmeiras 2 – 0 Inter de Limeira | 9 de fevereiro de 2023 |
| 6 | Gustavo Gómez     | Convertido       | Copa do Brasil      | Terceira fase - ida | Não | Palmeiras 4 – 2 Tombense         | 12 de abril de 2023    |

#### Aproveitamento dos pênaltis a favor
| Cobrador      | Paulista | Paulista   | Paulista | Paulista | Libertadores | Libertadores | Libertadores | Libertadores | Brasileiro | Brasileiro | Brasileiro | Brasileiro | Copa do Brasil | Copa do Brasil | Copa do Brasil | Copa do Brasil | Supercopa | Supercopa  | Supercopa | Supercopa | Total | Total      | Total | Total |
| Cobrador      | PC       | Convertido | Erro     | %        | PC           | Convertido   | Erro         | %            | PC         | Convertido | Erro       | %          | PC             | Convertido     | Erro           | %              | PC        | Convertido | Erro      | %         | PC    | Convertido | Erro  | %     |
| Raphael Veiga | 2        | 1          | 1        | 50%      | -            | -            | -            | -            | -          | -          | -          | -          | -              | -              | -              | -              | 1         | 1          | 0         | 100%      | 3     | 2          | 1     | 67%   |
| Bruno Tabata  | 1        | 1          | 0        | 100%     | -            | -            | -            | -            | -          | -          | -          | -          | -              | -              | -              | -              |           |            |           |           | 1     | 1          | 0     | 100%  |
| Dudu          | 1        | 0          | 1        | 0%       | -            | -            | -            | -            | -          | -          | -          | -          | -              | -              | -              | -              |           |            |           |           | 1     | 0          | 1     | 0%    |
| Gustavo Gómez |          |            |          |          | -            | -            | -            | -            | -          | -          | -          | -          | 1              | 1              | 0              | 100%           |           |            |           |           | 1     | 1          | 0     | 100%  |
| Total         | 4        | 2          | 2        | 50%      | -            | -            | -            | -            | -          | -          | -          | -          | 1              | 1              | 0              | 100%           | 1         | 1          | 0         | 100%      | 6     | 4          | 2     | 67%   |

#### Pênaltis contra
|   | Cometedor | Goleiro  | Resultado     | Torneio               | Etapa      | VAR | Resultado final        | Data                   |
| 1 | Zé Rafael | Weverton | Convertido    | Supercopa do Brasil   | Jogo único | Não | Palmeiras 4–3 Flamengo | 28 de janeiro de 2023  |
| 2 | Rony      | Weverton | Erro (defesa) | Campeonato Brasileiro | 31ª rodada | Não | Botafogo 3–4 Palmeiras | 01 de novembro de 2023 |

### Jogadores
Riscados os jogadores que foram transferidos antes do fim da temporada.

#### Estatísticas gerais
| Estatística              | Jogador       | Quantidade  |
| Mais partidas            | Weverton      | 68 Partidas |
| Artilheiro               | Raphael Veiga | 18 Gols     |
| Mais assistências        | Raphael Veiga | 16 Assist.  |
| Mais tempo em jogo       | Weverton      | 6120 - min  |
| Mais jogos sem tomar gol | Weverton      | 35 Jogos    |
| Mais cartões (total)     | Gustavo Gomez | 18 Cartões  |
| Mais                     | Gustavo Gomez | 16          |
| Mais                     | Gustavo Gomez | 2           |

#### Artilheiros
| Colocação                  | Jogador                    | Posição                    | Paulista | Libertadores | Brasileiro | Copa do Brasil | Supercopa | Total |
| 1º                         | Raphael Veiga              | M                          | 3        | 3            | 9          | 1              | 2         | 18    |
| 2º                         | Endrick                    | A                          | 2        | 1            | 11         | 0              | 0         | 14    |
| 2º                         | Rony                       | A                          | 6        | 3            | 5          | 0              | 0         | 14    |
| 3º                         | Artur                      | A                          | 0        | 5            | 5          | 0              | 0         | 10    |
| 4º                         | Gabriel Menino             | M                          | 3        | 0            | 2          | 1              | 2         | 8     |
| 4º                         | Flaco López                | A                          | 1        | 1            | 5          | 1              | 0         | 8     |
| 4º                         | Breno Lopes                | A                          | 2        | 0            | 5          | 1              | 0         | 8     |
| 4º                         | Piquerez                   | LE                         | 1        | 3            | 3          | 1              | 0         | 8     |
| 5º                         | Gustavo Gómez              | Z                          | 0        | 3            | 2          | 1              | 0         | 6     |
| 6º                         | Murilo                     | Z                          | 2        | 0            | 3          | 0              | 0         | 5     |
| 7º                         | Rafael Navarro             | A                          | 1        | 1            | 1          | 1              | 0         | 4     |
| 8º                         | Dudu                       | A                          | 0        | 0            | 3          | 0              | 0         | 3     |
| 8º                         | Richard Ríos               | M                          | 0        | 0            | 2          | 1              | 0         | 3     |
| 8º                         | Zé Rafael                  | M                          | 0        | 0            | 3          | 0              | 0         | 3     |
| 9º                         | Mayke                      | LD                         | 0        | 1            | 1          | 0              | 0         | 2     |
| 9º                         | Bruno Tabata               | M                          | 1        | 0            | 0          | 1              | 0         | 2     |
| 9º                         | Marcos Rocha               | LD                         | 0        | 1            | 1          | 0              | 0         | 2     |
| 10º                        | Giovani                    | A                          | 1        | 0            | 0          | 0              | 0         | 1     |
| 10º                        | Atuesta                    | M                          | 1        | 0            | 0          | 0              | 0         | 1     |
| 10º                        | Luan                       | Z                          | 0        | 0            | 1          | 0              | 0         | 1     |
| Gols contra de adversários | Gols contra de adversários | Gols contra de adversários | 1        | 0            | 2          | 0              | 0         | 3     |
| Total                      | Total                      | Total                      | 25       | 22           | 64         | 9              | 4         | 124   |

#### Dobletes
|   | Jogador        | Gols           | Resultado final           | Torneio             | Etapa         | Data                    |
| 1 | Raphael Veiga  | 37', 58' (pen) | Palmeiras 4–3 Flamengo    | Supercopa do Brasil | Jogo único    | 28 de janeiro de 2023   |
| 2 | Gabriel Menino | 45+4', 73'     | Palmeiras 4–3 Flamengo    | Supercopa do Brasil | Jogo único    | 28 de janeiro de 2023   |
| 3 | Rony           | 44', 52'       | Palmeiras 2–2 Corinthians | Paulista            | 9             | 17 de fevereiro de 2023 |
| 4 | Gabriel Menino | 15', 27'       | Palmeiras 4–0 Água Santa  | Paulista            | Final - volta | 9 de abril de 2023      |

#### Assistências
| Colocação | Jogador        | Posição | Paulista | Libertadores | Brasileiro | Copa do Brasil | Supercopa | Total |
| 1º        | Raphael Veiga  | M       | 5        | 3            | 7          | 0              | 1         | 16    |
| 2º        | Mayke          | LD      | 1        | 1            | 6          | 0              | 0         | 8     |
| 3º        | Rony           | A       | 3        | 4            | 2          | 0              | 0         | 7     |
| 3º        | Dudu           | A       | 2        | 2            | 3          | 0              | 0         | 7     |
| 3º        | Piquerez       | LE      | 0        | 1            | 5          | 0              | 1         | 7     |
| 6º        | Gustavo Gómez  | Z       | 1        | 1            | 3          | 1              | 0         | 6     |
| 7º        | Zé Rafael      | M       | 1        | 0            | 3          | 0              | 0         | 4     |
| 7º        | Vanderlan      | LE      | 0        | 0            | 2          | 2              | 0         | 4     |
| 7º        | Breno Lopes    | A       | 0        | 0            | 3          | 1              | 0         | 4     |
| 7º        | Gabriel Menino | M       | 1        | 0            | 3          | 0              | 0         | 4     |
| 11º       | Murilo         | Z       | 0        | 1            | 2          | 0              | 0         | 3     |
| 11º       | Giovani        | M       | 2        | 0            | 0          | 1              | 0         | 3     |
| 13º       | Flaco López    | A       | 1        | 1            | 0          | 0              | 0         | 2     |
| 13º       | Marcos Rocha   | LD      | 1        | 0            | 1          | 0              | 0         | 2     |
| 13º       | Luan           | Z       | 0        | 1            | 1          | 0              | 0         | 2     |
| 13º       | Artur          | A       | 0        | 0            | 2          | 0              | 0         | 2     |
| 17º       | Endrick        | A       | 1        | 0            | 0          | 0              | 0         | 1     |
| 17º       | Jailson        | A       | 0        | 0            | 1          | 0              | 0         | 1     |
| 17º       | Jhon Jhon      | M       | 0        | 0            | 1          | 0              | 0         | 1     |
| 17º       | Richard Ríos   | M       | 0        | 0            | 1          | 0              | 0         | 1     |
| Total     | Total          | Total   | 19       | 15           | 46         | 5              | 2         | 87    |

#### Estatísticas dos goleiros
| Jogador            | Paulista       | Paulista       | Paulista       | Paulista       | Libertadores | Libertadores | Libertadores | Libertadores | Brasileiro | Brasileiro | Brasileiro | Brasileiro |
| Jogador            | Jogos          | GS             | JSTG           | PD             | Jogos        | GS           | JSTG         | PD           | Jogos      | GS         | JSTG       | PD         |
| Weverton           | 15             | 6              | 11             | 0              | 11           | 4            | 8            | 0            | 35         | 30         | 15         | 1          |
| Marcelo Lomba      | 1              | 1              | 0              | 0              | 1            | 3            | 0            | 0            | 3          | 3          | 1          | 0          |
| Vinicius Silvestre | 0              | 0              | 0              | 0              | 0            | 0            | 0            | 0            | 0          | 0          | 0          | 0          |
| Mateus             | -              | -              | -              | -              | 0            | 0            | 0            | 0            | 0          | 0          | 0          | 0          |
| Jogador            | Copa do Brasil | Copa do Brasil | Copa do Brasil | Copa do Brasil | Supercopa    | Supercopa    | Supercopa    | Supercopa    | Total      | Total      | Total      | Total      |
| Jogador            | Jogos          | GS             | JSTG           | PD             | Jogos        | GS           | JSTG         | PD           | Jogos      | GS         | JSTG       | PD         |
| Weverton           | 6              | 7              | 1              | 0              | 1            | 3            | 0            | 0            | 68         | 13         | 11         | 1          |
| Marcelo Lomba      | 0              | 0              | 0              | 0              | 0            | 0            | 0            | 0            | 5          | 7          | 1          | 0          |
| Vinicius Silvestre | 0              | 0              | 0              | 0              | 0            | 0            | 0            | 0            | 0          | 0          | 0          | 0          |
| Mateus             | 0              | 0              | 0              | 0              | -            | -            | -            | -            | 0          | 0          | 0          | 0          |

#### Cartões
| Jogador           | Posição | Paulista                      | Paulista | Libertadores                  | Libertadores | Brasileiro                    | Brasileiro | Copa do Brasil                | Copa do Brasil | Supercopa                     | Supercopa | Total                         | Total   |
| Jogador           | Posição | Penalizado com cartão amarelo | Expulso  | Penalizado com cartão amarelo | Expulso      | Penalizado com cartão amarelo | Expulso    | Penalizado com cartão amarelo | Expulso        | Penalizado com cartão amarelo | Expulso   | Penalizado com cartão amarelo | Expulso |
| Gabriel Menino    | M       | 4                             | 0        | 0                             | 0            | 1                             | 0          | 0                             | 0              | 1                             | 0         | 6                             | 0       |
| Abel Ferreira     | T       | 3                             | 0        | 1                             | 0            | 1                             | 1          | 0                             | 0              | 1                             | 1         | 6                             | 2       |
| Zé Rafael         | M       | 4                             | 0        | 0                             | 0            | 1                             | 0          | 0                             | 0              | 0                             | 0         | 5                             | 0       |
| Dudu              | A       | 3                             | 0        | 0                             | 0            | 0                             | 0          | 0                             | 0              | 0                             | 0         | 3                             | 0       |
| Murilo            | Z       | 3                             | 0        | 0                             | 0            | 1                             | 0          | 0                             | 0              | 0                             | 0         | 4                             | 0       |
| Jailson           | M       | 2                             | 0        | 2                             | 1            | 0                             | 0          | 0                             | 0              | 0                             | 0         | 2                             | 1       |
| Endrick           | A       | 2                             | 0        | 0                             | 0            | 0                             | 0          | 0                             | 0              | 0                             | 0         | 2                             | 0       |
| Flaco López       | A       | 2                             | 0        | 0                             | 0            | 1                             | 0          | 0                             | 0              | 0                             | 0         | 3                             | 0       |
| Vanderlan         | LE      | 2                             | 0        | 0                             | 0            | 0                             | 0          | 0                             | 0              | 0                             | 0         | 2                             | 0       |
| Gustavo Gomez     | Z       | 1                             | 0        | 0                             | 0            | 0                             | 0          | 0                             | 0              | 0                             | 0         | 1                             | 0       |
| Breno Lopes       | A       | 1                             | 0        | 0                             | 0            | 0                             | 0          | 0                             | 0              | 0                             | 0         | 1                             | 0       |
| Atuesta           | M       | 1                             | 0        | 0                             | 0            | 0                             | 0          | 0                             | 0              | 0                             | 0         | 1                             | 0       |
| Marcos Rocha      | LD      | 1                             | 0        | 1                             | 0            | 0                             | 0          | 0                             | 0              | 0                             | 0         | 1                             | 0       |
| Weverton          | G       | 1                             | 0        | 0                             | 0            | 0                             | 0          | 0                             | 0              | 0                             | 0         | 1                             | 0       |
| Rony              | A       | 1                             | 0        | 0                             | 0            | 0                             | 0          | 0                             | 0              | 0                             | 0         | 1                             | 0       |
| Piquerez          | LE      | 1                             | 0        | 0                             | 0            | 0                             | 0          | 0                             | 0              | 0                             | 0         | 1                             | 0       |
| Raphael Veiga     | M       | 1                             | 0        | 0                             | 0            | 0                             | 0          | 0                             | 0              | 0                             | 0         | 1                             | 0       |
| Luan              | Z       | 0                             | 0        | 1                             | 0            | 0                             | 0          | 0                             | 0              | 0                             | 0         | 1                             | 0       |
| Jhon Jhon         | M       | 0                             | 0        | 0                             | 0            | 1                             | 0          | 0                             | 0              | 0                             | 0         | 1                             | 0       |
| Artur             | A       | 0                             | 0        | 1                             | 0            | 0                             | 0          | 0                             | 0              | 0                             | 0         | 1                             | 0       |
| João Martins      | AT      | 0                             | 1        | 0                             | 0            | 0                             | 0          | 0                             | 0              | 0                             | 1         | 0                             | 2       |
| Vítor Castanheira | AT      | 0                             | 0        | 0                             | 0            | 1                             | 0          | 0                             | 0              | 0                             | 1         | 1                             | 1       |
| Total             | Total   | 22                            | 0        | 4                             | -            | -                             | -          | 0                             | 0              | 2                             | 3         | 26                            | 3       |

#### Jogos realizados
| Colocação | Jogador           | Posição | Paulista | Libertadores | Brasileiro | Copa do Brasil | Supercopa | Total |
| 1º        | Weverton          | G       | 15       | 11           | 35         | 6              | 1         | 68    |
| 2º        | Gustavo Gomez     | Z       | 14       | 11           | 32         | 5              | 1         | 63    |
| 3º        | Breno Lopes       | A       | 15       | 8            | 31         | 5              | 1         | 60    |
| 3º        | Zé Rafael         | M       | 14       | 10           | 31         | 4              | 1         | 60    |
| 3º        | Raphael Veiga     | M       | 14       | 10           | 31         | 4              | 1         | 60    |
| 6º        | Rony              | A       | 14       | 10           | 30         | 4              | 1         | 59    |
| 7º        | Joaquín Piquerez  | LE      | 13       | 10           | 29         | 5              | 1         | 58    |
| 7º        | Mayke             | LD      | 8        | 11           | 33         | 5              | 1         | 58    |
| 9º        | Gabriel Menino    | M       | 15       | 11           | 24         | 6              | 1         | 57    |
| 10º       | Endrick           | A       | 13       | 5            | 31         | 3              | 1         | 53    |
| 10º       | Richard Ríos      | M       | 0        | 10           | 37         | 6              | 1         | 53    |
| 12º       | Murilo            | Z       | 13       | 7            | 25         | 2              | 1         | 48    |
| 13º       | Marcos Rocha      | LD      | 13       | 6            | 20         | 3              | 1         | 43    |
| 13º       | Artur             | A       | 0        | 12           | 31         | 0              | 0         | 43    |
| 15º       | Dudu              | A       | 14       | 8            | 14         | 5              | 1         | 42    |
| 16º       | Luan              | Z       | 4        | 7            | 23         | 6              | 1         | 41    |
| 17º       | Flaco López       | A       | 6        | 7            | 22         | 5              | 0         | 40    |
| 17º       | Fabinho           | M       | 8        | 6            | 24         | 2              | 0         | 40    |
| 19º       | Jhon Jhon         | M       | 2        | 6            | 20         | 4              | 0         | 32    |
| 20º       | Luis Guilherme    | M       | 0        | 3            | 19         | 5              | 0         | 27    |
| 21º       | Vanderlan         | LE      | 6        | 4            | 14         | 2              | 0         | 26    |
| 21º       | Jailson           | M       | 14       | 3            | 8          | 0              | 1         | 26    |
| 23º       | Rafael Navarro    | A       | 7        | 3            | 3          | 3              | 1         | 17    |
| 23º       | Bruno Tabata      | M       | 9        | 1            | 5          | 2              | 0         | 17    |
| 25º       | Giovani           | A       | 11       | 0            | 2          | 2              | 0         | 15    |
| 26º       | Naves             | Z       | 1        | 2            | 10         | 1              | —         | 14    |
| 27º       | Garcia            | LD      | 3        | 3            | 5          | 0              | 0         | 11    |
| 28º       | Kevin             | A       | —        | 2            | 7          | 0              | —         | 9     |
| 29º       | Eduard Atuesta    | M       | 6        | 0            | 1          | —              | 0         | 7     |
| 30º       | Marcelo Lomba     | G       | 1        | 1            | 3          | 0              | 0         | 5     |
| 31º       | Benjamín Kuscevic | Z       | 2        | —            | —          | —              | 0         | 2     |
| 31º       | Ian               | LE      | —        | 1            | 1          | —              | —         | 2     |
| 33º       | Estevão           | M       | —        | —            | 1          | —              | —         | 1     |
| 33º       | Pedro Lima        | M       | —        | 1            | 0          | 0              | —         | 1     |
| 33º       | Miguel Merentiel  | A       | 1        | —            | —          | —              | 0         | 1     |
| 33º       | Kauan Santos      | A       | —        | —            | 1          | 0              | —         | 1     |

#### Minutos em campo
| Colocação | Jogador           | Posição | Paulista | Libertadores | Brasileiro | Copa do Brasil | Supercopa | Total |
| 1º        | Weverton          | G       | 1.497    | 990          | 3.150      | 540            | 107       | 6.120 |
| 2º        | Gustavo Gomez     | Z       | 1.398    | 990          | 2.762      | 450            | 107       | 5.552 |
| 3º        | Zé Rafael         | M       | 1.149    | 856          | 2.581      | 312            | 94        | 4.985 |
| 4º        | Joaquín Piquerez  | LE      | 1.295    | 850          | 2.530      | 379            | 107       | 4.944 |
| 5º        | Raphael Veiga     | M       | 1.117    | 805          | 2.474      | 347            | 107       | 4.823 |
| 6º        | Murilo            | Z       | 810      | 569          | 2.166      | 180            | 94        | 4.179 |
| 7º        | Mayke             | LD      | 319      | 906          | 2.503      | 369            | 26        | 4.121 |
| 8º        | Rony              | A       | 1.196    | 844          | 1.641      | 244            | 87        | 4.008 |
| 9º        | Gabriel Menino    | M       | 958      | 741          | 1.608      | 295            | 79        | 3.677 |
| 10º       | Luan              | Z       | 278      | 601          | 1.819      | 540            | 3         | 3.240 |
| 11º       | Dudu              | A       | 1.051    | 620          | 1.086      | 335            | 87        | 3.180 |
| 12º       | Marcos Rocha      | LD      | 1.115    | 373          | 1.265      | 190            | 90        | 3.033 |
| 13º       | Artur             | A       | —        | 858          | 1906       | 158            | —         | 2.763 |
| 14º       | Endrick           | A       | 776      | 116          | 1.560      | 199            | 64        | 2.715 |
| 15º       | Richard Ríos      | M       | —        | 366          | 1.848      | 367            | —         | 2.579 |
| 16º       | Breno Lopes       | A       | 485      | 135          | 1.362      | 186            | 3         | 2.171 |
| 17º       | Vanderlan         | LE      | 334      | 230          | 905        | 161            | 0         | 1.630 |
| 18º       | Flaco López       | A       | 208      | 316          | 580        | 205            | 0         | 1.309 |
| 19º       | Jhon Jhon         | M       | 11       | 131          | 880        | 161            | —         | 1.183 |
| 20º       | Fabinho           | M       | 172      | 71           | 571        | 91             | —         | 905   |
| 21º       | Jailson           | M       | 440      | 63           | 158        | 0              | 11        | 672   |
| 22º       | Luis Guilherme    | M       | —        | 27           | 568        | 73             | —         | 664   |
| 23º       | Naves             | Z       | 45       | 80           | 527        | 5              | —         | 657   |
| 24º       | Bruno Tabata      | M       | 319      | 1            | 121        | 162            | 0         | 603   |
| 25º       | Marcelo Lomba     | G       | 90       | 90           | 270        | 0              | 0         | 450   |
| 26º       | Rafael Navarro    | A       | 185      | 52           | 124        | 60             | 3         | 424   |
| 27º       | Garcia            | LD      | 51       | 63           | 292        | 0              | —         | 406   |
| 28º       | Giovani           | A       | 280      | 0            | 14         | 91             | 0         | 385   |
| 29º       | Kevin             | A       | —        | 47           | 227        | —              | —         | 274   |
| 30º       | Eduard Atuesta    | M       | 259      | —            | 4          | —              | 0         | 263   |
| 31º       | Benjamín Kuscevic | Z       | 135      | —            | —          | —              | 0         | 135   |
| 32º       | Ian               | LE      | —        | 13           | 16         | —              | —         | 29    |
| 33º       | Pedro Lima        | M       | —        | 27           | —          | —              | —         | 27    |
| 34º       | Estevão           | A       | —        | —            | 12         | —              | —         | 12    |
| 35º       | Miguel Merentiel  | A       | 3        | —            | —          | —              | 0         | 3     |
| 36º       | Kauan Santos      | A       | —        | —            | 1          | 0              | —         | 1     |

### Adversários

#### Clássicos
| Time        | J  | V | E | D | GP | GC | SG | %      |
| Corinthians | 3  | 1 | 2 | 0 | 4  | 3  | 1  | 55.56% |
| Santos      | 3  | 1 | 1 | 1 | 4  | 3  | 1  | 44.45% |
| São Paulo   | 5  | 2 | 1 | 2 | 8  | 3  | 5  | 46.67% |
| Total       | 11 | 4 | 4 | 3 | 16 | 9  | 7  | 48.48% |

#### Paulistas
| Time                | J  | V  | E | D | GP | GC | SG | %      |
| Água Santa          | 3  | 2  | 0 | 1 | 6  | 2  | 4  | 66.67% |
| Botafogo-SP         | 1  | 1  | 0 | 0 | 1  | 0  | 1  | 100%   |
| Ferroviária         | 1  | 1  | 0 | 0 | 2  | 1  | 1  | 100%   |
| Guarani             | 1  | 0  | 1 | 0 | 0  | 0  | 0  | 33.33% |
| Ituano              | 2  | 2  | 0 | 0 | 4  | 1  | 3  | 100%   |
| Inter de Limeira    | 1  | 1  | 0 | 0 | 2  | 0  | 2  | 100%   |
| Mirassol            | 1  | 1  | 0 | 0 | 2  | 0  | 2  | 100%   |
| Red Bull Bragantino | 3  | 1  | 1 | 1 | 4  | 3  | 1  | 44.45% |
| São Bento           | 1  | 0  | 1 | 0 | 0  | 0  | 0  | 33.33% |
| São Bernardo        | 1  | 1  | 0 | 0 | 1  | 0  | 1  | 100%   |
| Total               | 14 | 10 | 3 | 1 | 21 | 5  | 16 | 78.57% |

#### Cariocas
| Time          | J | V | E | D | GP | GC | SG | %     |
| Botafogo      | 2 | 1 | 0 | 1 | 4  | 4  | 0  | 50%   |
| Flamengo      | 3 | 1 | 1 | 1 | 5  | 7  | -2 | 44.4% |
| Fluminense    | 1 | 0 | 0 | 1 | 1  | 2  | -1 | 0%    |
| Vasco da Gama | 2 | 1 | 1 | 0 | 3  | 2  | 1  | 66.7% |
| Total         | 8 | 3 | 2 | 3 | 13 | 15 | -2 | 45.8% |

#### Mineiros
| Time             | J | V | E | D | GP | GC | SG | %     |
| Atlético Mineiro | 4 | 1 | 2 | 1 | 2  | 3  | -1 | 41.7% |
| Cruzeiro         | 1 | 1 | 0 | 0 | 1  | 0  | 1  | 100%  |
| Tombense         | 2 | 1 | 1 | 0 | 5  | 3  | 2  | 66.7% |
| Total            | 7 | 3 | 3 | 1 | 8  | 6  | 2  | 57.1% |

#### Mato-grossense
| Time   | J | V | E | D | GP | GC | SG | %    |
| Cuiabá | 2 | 2 | 0 | 0 | 4  | 1  | 3  | 100% |
| Total  | 2 | 2 | 0 | 0 | 4  | 1  | 3  | 100% |

#### América do Sul
| Time                   | J  | V | E | D | GP | GC | SG | %     |
| Bolívar                | 2  | 1 | 0 | 1 | 5  | 3  | 2  | 50%   |
| Cerro Porteño          | 2  | 2 | 0 | 0 | 5  | 1  | 4  | 100%  |
| Barcelona de Guayaquil | 2  | 2 | 0 | 0 | 6  | 2  | 4  | 100%  |
| Deportivo Pereira      | 2  | 1 | 1 | 0 | 4  | 0  | 4  | 66.7% |
| Boca Juniors           | 2  | 0 | 2 | 0 | 1  | 1  | 0  | 33.4% |
| Total                  | 10 | 6 | 3 | 1 | 21 | 7  | 14 | 70%   |

### Estádios
| Estádio                   | Local          | J  | V  | E | D | GP | GC | SG | %      |
| Allianz Parque            | São Paulo      | 23 | 16 | 5 | 2 | 45 | 15 | 30 | 76.81% |
| Morumbi                   | São Paulo      | 3  | 2  | 0 | 1 | 7  | 2  | 5  | 66.67% |
| Distrital do Inamar       | Diadema        | 1  | 1  | 0 | 0 | 1  | 0  | 1  | 100%   |
| José Maria de Campos Maia | Mirassol       | 1  | 1  | 0 | 0 | 2  | 0  | 1  | 100%   |
| Mané Garrincha            | Brasília       | 1  | 1  | 0 | 0 | 4  | 3  | 1  | 100%   |
| Neo Química Arena         | São Paulo      | 1  | 0  | 1 | 0 | 2  | 2  | 0  | 33.33% |
| Novelli Junior            | Itu            | 1  | 1  | 0 | 0 | 3  | 1  | 2  | 100%   |
| Santa Cruz                | Ribeirão Preto | 1  | 1  | 0 | 0 | 1  | 0  | 1  | 100%   |
| Brinco de Ouro            | Campinas       | 1  | 0  | 1 | 0 | 0  | 0  | 0  | 33.33% |
| Arena Barueri             | Barueri        | 1  | 0  | 0 | 1 | 1  | 2  | -1 | 0%     |
| Hernando Siles            | La Paz         | 1  | 0  | 0 | 1 | 1  | 3  | -2 | 0%     |